# (20036) 1992 UW1
1992 UW1 (asteroide n.º 20036) es un asteroide del cinturón principal. Posee una excentricidad de 0,18659180 y una inclinación de 4,13443º.
Este asteroide fue descubierto el 21 de octubre de 1992 por Yoshikane Mizuno y Toshimasa Furuta en Kani.